# Found That Soul
"Found That Soul" é uma canção da banda britânica de rock Manic Street Preachers, lançada em fevereiro de 2001 como o primeiro single do álbum Know Your Emeny, lançado no mesmo ano.
A música foi escrita pelos três membros da banda e lançada simultaneamente com o single "So Why So Sad" e teve como missão dar continuidade ao single "The Masses Against the Classes", que chegou no topo das paradas no ano anterior.
A música alcançou a 9ª posição na UK charts.

## Faixas
CD (RU)
1. "Found That Soul" - 3:05
2. "Locust Valley" - 4:09
3. "Ballad of the Bangkok Novotel" - 2:36

CD (AUS)
1. "Found That Soul" - 3:05
2. "So Why So Sad" - 3:55
3. "Locust Valley" - 4:09
4. "Ballad of the Bangkok Novotel" - 2:36

7"
1. "Found That Soul" - 3:05
2. "The Masses Against the Classes" (live at Millennium Stadium, 31 December 1999) - 3:00

## Paradas
| Parada (2001)    | Melhor posição |
| ---------------- | -------------- |
| UK Singles Chart | 9              |

### Desempenho no Reino Unido
| Posição | 9 | 35 |

## Ficha técnica
Banda
- James Dean Bradfield - vocais, guitarra
- Nicky Wire - baixo
- Sean Moore - bateria